# 郡愛子
郡 愛子（こおり あいこ、1948年（昭和23年）12月20日 - ）は、日本の声楽家（メゾソプラノ）、オペラ歌手。日本オペラ協会総監督。

## 経歴
東京都出身。東京女学館中学・高等学校卒業。オーケストラ部ではヴァイオリンを、また合唱部では部長を務め、音楽の先生に声楽の才能を見出されたという。桐朋学園短期大学声楽専攻科修了。萩谷納、浦野りせ子に師事。修了後すぐに大手損保会社のサラリーマンと結婚し一男をもうけるが、夫の勧めで、1974年（昭和49年）日本オペラ協会 香月修『わらしべ長者』女3で初ステージ（公式プロフィールではデビューは1975年（昭和50年）となっている。郡は同年の日本オペラ協会公演 三木稔『春琴抄』で温井家のお手伝いお駒を務めている）。そして1978年（昭和53年）にドニゼッティ『愛の妙薬』ジャンネッタで藤原歌劇団よりデビュー。 以来現在に至るまで、藤原歌劇団、日本オペラ協会の両所属団体における公演はもとより、小澤征爾指揮『ヘネシー・オペラ・シリーズ』、新国立劇場主催公演、ほか数多くのオペラに出演を重ねた。とくに日本初演オペラや創作オペラなどで才能を発揮し、2016年（平成28年）4月より日本オペラ協会総監督補を務め、2017年（平成29年）4月より日本オペラ協会総監督の重責を務めている。
コンサートにおいても、これまでホルスト・シュタイン指揮によるNHK交響楽団定期演奏会ほか、主要オーケストラと定期演奏会、特別演奏会などで共演し、1998年（平成10年） - 1999年（平成11年）には、佐渡裕指揮『バーンスタインズ・ニューヨーク』、『キャンディード』の全国主要都市ツァーに出演。日本を代表するメゾ・ソプラノとして活躍している。2002年（平成14年）に横浜アリーナで開催された世界３大テノール（プラシド・ドミンゴ、ホセ・カレーラス、ルチアーノ・バヴァロッティ）のコンサートでは、日本のメゾソプラノ歌手としては唯一人ゲスト出演している。
また、自身のリサイタルをほぼ毎年開催している。とりわけ、5年ごと5回にわたり東京芸術劇場大ホールにおいて周年記念リサイタルを重ねていることは特筆に値する。

## 楽界活動
- 公益財団法人日本オペラ振興会 常務理事[8]
- 日本オペラ協会 総監督[8]
- 日本オペラ協会 正会員[11]
- 藤原歌劇団団員[12]
- 公益社団法人日本演奏連盟 理事[13]

## 主な受賞歴
- 1985年度（昭和60年度）第13回ジロー・オペラ賞
- 1986年度（昭和61年度）第14回ジロー・オペラ賞
- 1987年度（昭和62年度）文化庁芸術祭賞『郡愛子メゾ・ソプラノ リサイタル－オルフェオの世界』の成果[14]

## 放送等への出演

### テレビ
- NHKテレビ『ニューイヤー・オペラコンサート』[1]
- NHKテレビ『ときめき夢サウンド』[1]
- テレビ朝日『題名のない音楽会』[1]
- テレビ朝日『ニュースステーション』[1]
- 日本テレビ『深夜の音楽会』[1]

### 映画
- 『スワン・プリンセス/白鳥の湖』 - ユバータ王妃 役 (声の出演)[15]

### その他
- BSテレビ、FM、AMラジオ等[1]

## 主なディスコグラフィー
AmazonとC-オーグメントで存在が確認できたもののみを掲載した。
- CD ときめにき、今! 1995/5/20 日本コロムビア
- CD これ以上の愛は 2005/10/21 日本伝統文化振興財団（収録全曲を自身で作詞・訳詞した世界名曲集）
- CD やるせないアリア 2005/10/21 日本伝統文化振興財団
- CD 郡 愛子 愛を歌う 2000/11/22 ビクターエンタテインメント
- CD スピリチュアル・ソングブック アマテラス 原作/美内すずえ 中島淳一、河井英里、朝日舞、郡愛子、波多野睦美、KUKO、伊藤真澄、柿坂神酒之祐、横澤和也 1996/6/21 メディアレモラス
- CD2枚組 日本のうた 90年の系譜 オムニバス 1992/9/21 ソニー・ミュージックレコーズ
- CD 最新TV・CMソング&TVドラマ曲集 Vol.5 HITS ON TV オムニバス 1992/4/17 ポニーキャニオン
- CD キラキラ（朗読・うた：郡愛子） 2003/7/24 トライエム
- CD ペーター・マーク指揮 東京都交響楽団 ベートーヴェン:交響曲第9番『合唱』小濱妙美、郡愛子、市原多朗、福島明也、松下耕指揮 尚美学園第九合唱団 2015/11/30 東武レコーディング
- CD 日本抒情歌集 2005/10/21 日本伝統文化振興財団
- CD アマテラス 美内すずえスピリチュアル・ソングブック イメージ・アルバム、河井英里、郡愛子、波多野睦美、KUKO、伊藤真澄、大木理紗、美内すずえ（原著） 1997/1/21 バンダイ・ミュージックエンタテインメント
- CDシングル ディアマンテ 1992/1/21 ポニーキャニオン
- CD Voices 2008/10/5 C-オーグメント
- CD VoicesII 2009/10/28 C-オーグメント
- CD VoicesIII 2010/11/22 C-オーグメント
- CD VoicesIV 2014/11/10 C-オーグメント
- CD VoicesV 2015.11.22 C-オーグメント

## エピソード
- 三菱自動車ディアマンテのCMに郡の歌唱が使われ[18]、放映当時話題となり、CDシングルも発売されている。